# Ораде
Ораде́ (фр. Auradé) — коммуна во Франции, находится в регионе Юг — Пиренеи. Департамент — Жер. Входит в состав кантона Л’Иль-Журден. Округ коммуны — Ош.
Код INSEE коммуны — 32016.

## География

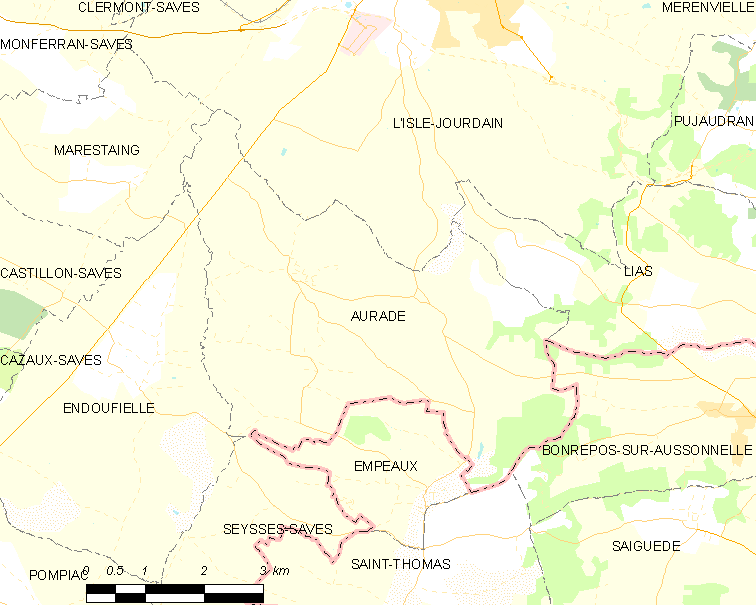
Карта коммуны

Коммуна расположена приблизительно в 600 км к югу от Парижа, в 32 км западнее Тулузы, в 40 км к востоку от Оша.
На северо-западе коммуны протекает река Сав.

## Климат
Климат умеренно-океанический. Лето жаркое и немного дождливое, температура часто превышает 35 °С. Зимой часто бывает отрицательная температура и ночные заморозки. Годовое количество осадков — 700—900 мм.

## Население
Население коммуны на 2010 год составляло 628 человек.
| 1962 | 1968 | 1975 | 1982 | 1990 | 1999 | 2010 |
| ---- | ---- | ---- | ---- | ---- | ---- | ---- |
| 358  | 318  | 320  | 329  | 322  | 388  | 628  |

## Администрация
| Период | Период | Фамилия         | Партия        | Примечания |
| ------ | ------ | --------------- | ------------- | ---------- |
| 1950   | 1953   | Леопольд Кампан |               |            |
| 1953   | 1971   | Ив Гомес        |               |            |
| 1971   | 1989   | Андре Марестен  |               |            |
| 1989   | 2020   | Франсис Ларрок  | Разные правые |            |

## Экономика
В 2010 году среди 399 человек трудоспособного возраста (15—64 лет) 317 были экономически активными, 82 — неактивными (показатель активности — 79,4 %, в 1999 году было 68,4 %). Из 317 активных жителей работали 304 человека (164 мужчины и 140 женщин), безработных было 13 (4 мужчины и 9 женщин). Среди 82 неактивных 39 человек были учениками или студентами, 19 — пенсионерами, 24 были неактивными по другим причинам.

## Достопримечательности
- Церковь Св. Петра